# Mérignac (Charente)
Mérignac ist eine südwestfranzösische Gemeinde mit 812 Einwohnern (Stand: 1. Januar 2022) im Département Charente in der Region Nouvelle-Aquitaine (vor 2016: Poitou-Charentes). Die Gemeinde gehört zum Arrondissement Cognac und zum Kanton Jarnac. Die Einwohner werden Mérignacais genannt.

## Lage
Mérignac liegt etwa 20 Kilometer westnordwestlich von Angoulême. Umgeben wird Mérignac von den Nachbargemeinden Fleurac im Norden, Échallat im Osten und Nordosten, Douzat im Osten, Moulidars im Südosten, Bassac im Süden, Triac-Lautrait im Südwesten sowie Foussignac im Westen.
Durch die Gemeinde führt die Route nationale 141.

## Bevölkerungsentwicklung
| Jahr                       | 1962 | 1968 | 1975 | 1982 | 1990 | 1999 | 2006 | 2017 |
| Einwohner                  | 763  | 747  | 806  | 728  | 751  | 717  | 691  | 839  |
| Quellen: Cassini und INSEE |      |      |      |      |      |      |      |      |

## Sehenswürdigkeiten
- Kirche Saint-Pierre, Monument historique seit 1925
- Schloss Villars, im 15. Jahrhundert erbaut, seit 2007 Monument historique
- Schloss Mérignac, im 16. Jahrhundert erbaut,

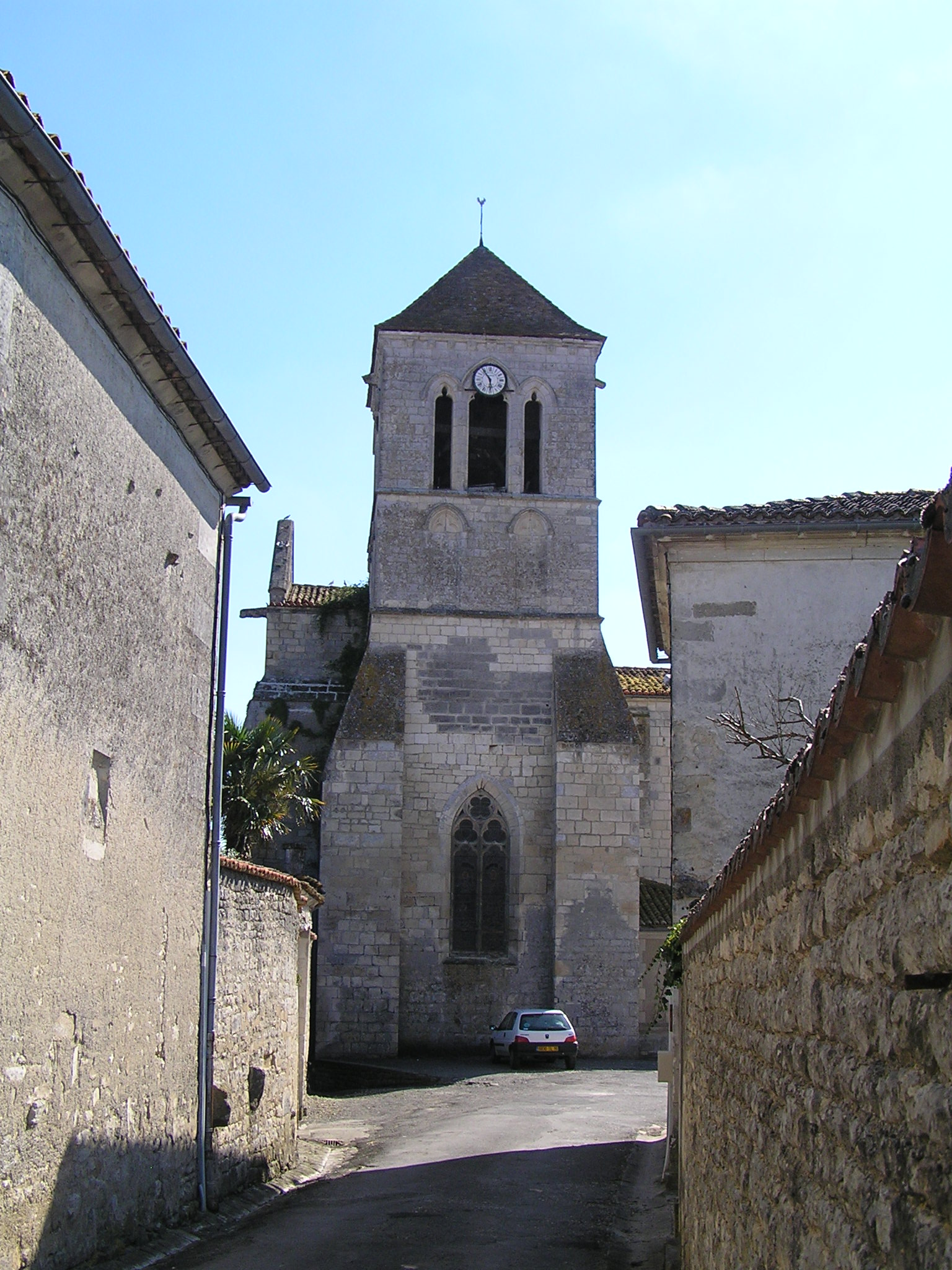
Kirche Saint-Pierre
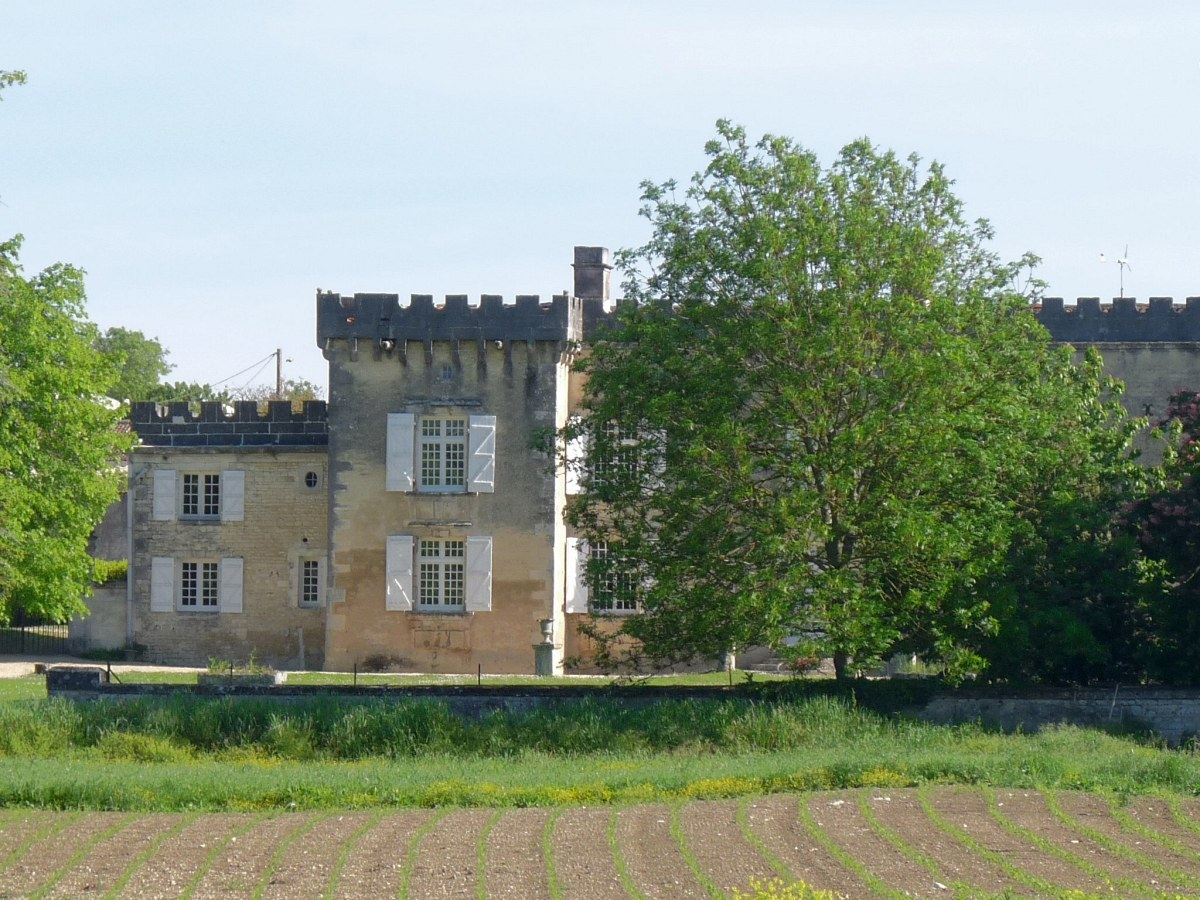
Schloss Villars
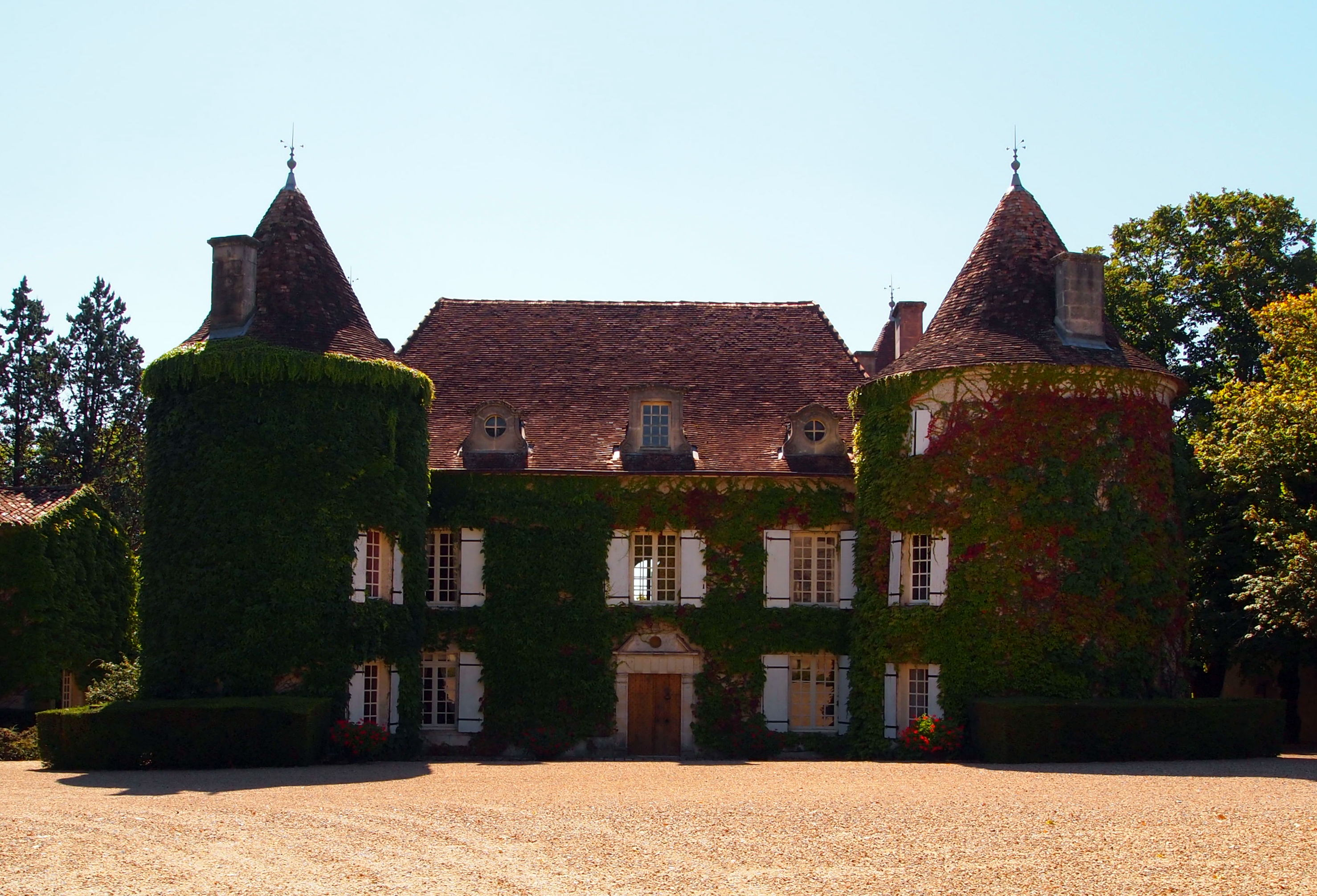
Schloss Mérignac